# Bryan Patterson
Bryan Patterson (* 10. März 1909 in London; † 1. Dezember 1979 in Chicago) war ein US-amerikanischer Paläontologe am Field Museum of Natural History in Chicago und an der Harvard University.

## Leben
Bryan Patterson war der Sohn des Ingenieurs John Henry Patterson und der Juristin Frances Gray Patterson. 1926 wurde er Präparator für Wirbeltiere am Field Museum in Chicago unter Elmer S. Riggs, größtenteils auf Einfluss seines Vaters hin. In Paläontologie, Geologie und Biologie war er weitgehend Autodidakt (er besuchte Vorlesungen in Chicago und erhielt sein Training als Paläontologe während der Arbeit am Field Museum). Schon damals befasste er sich mit tertiärer Säuger-Fauna aus Argentinien, dem damaligen Arbeitsfeld von Riggs. Insbesondere befasste er sich mit Notoungulata, später auch mit fossilen Krokodilen, Phorusrhacos und Meerschweinchenverwandten (mit Albert E. Wood in den 1970ern). 1937 wurde er Kurator für Paläontologie und 1938 US-Staatsbürger. 1942 wurde er Kurator für Säugetiere. Im Zweiten Weltkrieg war er einfacher GI bei der 1. US-Infanteriedivision in Europa und war (kurz vor der Ardennenoffensive) deutscher Kriegsgefangener. 1947 wurde er Lecturer für Geologie an der Universität Chicago zusätzlich zu seiner Kurator-Tätigkeit. 1952 bis 1954 forschte er über tertiäre Säuger in Argentinien als Guggenheim-Stipendiat. 1955 wurde er Agassiz Professor für Wirbeltier-Paläontologie am Museum für vergleichende Zoologie der Harvard University. 1958 war er zu Grabungen nach Therapsiden der Trias mit Alfred S. Romer in Argentinien, 1970 in Guatemala (auf Einladung der Regierung, aus den Grabungen entstand das Museo de Paleontologia Bryan Patterson) und 1976/77 in Sao Paulo.
Neben seiner Arbeit in Südamerika untersuchte er Säuger im Eozän und Paläozän von West-Colorado, was zur Aufdeckung neuer Gruppen früher Huftiere führte und zu neuen Erkenntnissen über Taeniodonta. Er bearbeitete auch frühe Säuger aus der Kreide von Nordtexas und Säugerfunde aus dem Pliozän und Pleistozän von Kenia, darunter auch das erste entdeckte Fossil von Australopithecus anamensis vom Fundort Kanapoi.
1956 wurde Patterson in die American Academy of Arts and Sciences gewählt. Er war seit 1963 Mitglied der National Academy of Sciences. 1948 war er Präsident der Society of Vertebrate Paleontology, deren Ehrenmitglied er 1975 wurde.

## Schriften (Auswahl)
- Rates of evolution of taniodonts. In: G. Jepsen, E. Mayr, G. Simpson: Genetics, Paleontology and Evolution. Princeton University Press 1949, S. 243–278.
- Early Cretaceous mammals and the evolution of mammalian molar teeth. In: Fieldiana Geol. Band 13, 1956, S. 1–105.
- Prehistoric Life. Nelson Doubleday, Garden City, NY 1959.
- A New Locality for Early Pleistocene Fossils in North-Western Kenya. In: Science. Band 212, 1966, S. 577–578, doi:10.1038/212577a0.
- mit Rosendo Pascual: Evolution of mammals on southern continents. V. The fossil mammal fauna of South America. In: Q. Rev. Biol.. Band 43, 1968, S. 409–451.
- The fossil mammal faunas of South America. In: A. Keast, F. C. Erk, B. Glass: Evolution, Mammals and the Southern Continents. State University of New York Press, Albany 1972, S. 247–309.